# Hongkongská ústřední knihovna
Hongkongská ústřední knihovna (čínsky pchin-jinem Xiānggǎng Zhōngyāng Túshūguǎn, znaky zjednodušené 香港中央图书馆) je největší knihovnou v Hongkongu, vlajkovou knihovnou hongkongského veřejného knihovního systému, je v ní sídlo hongkongské veřejné knihovny a funguje jako národní knihovna v Hongkongu. Budova byla otevřena 17. května 2001 za účelem rozšíření veřejné knihovny, která zabírala dvě patra v budově radnice. Budova knihovny se nachází na křižovatce Moreton Terrace a Causeway Road ve městě Causeway Bay.
Dvanáctipatrová budova s výhledem na přístav Victoria se rozkládá na ploše 9 400 metrů čtverečních a má celkovou podlahovou plochu 33 800 metrů čtverečních. Náklady na výstavbu činily 690 milionů HK $ (88 milionů USD). Sbírky knihovny tvoří pětinu hongkongského veřejného knihovního fondu: 2,3 milionu z 12,1 milionu položek.
V 11. patře knihovny je sídlo vedení hongkongské knihovny. Obloukové dveře na hlavní fasádě hongkongské ústřední knihovny symbolizují bránu k poznání, zatímco trojúhelník, čtverec a kruh, které tvoří oblouk, mají další významy. Kruh symbolizuje oblohu, čtverec symbolizuje Zemi a trojúhelník symbolizuje růst poznání. Když byl návrh původně navržen, byl považován za kontroverzní a získal kritiku od městských radních.

## Spory o architektonickou podobu
Knihovnu navrhl vysoký vládní architekt Ho Chiu Fan. Když byl projekt předložen Radě pro rozvoj města v roce 1995, byli členové rady zklamáni, zejména vzhledem knihovny. Elaine Chung Lai-kwok, od února 1997 vedoucí hongkongského ministerstva městských služeb, čelila silné kritice projektu ze strany městských radních a kulturní komunity. V důsledku toho požádala vedoucího ministerstva architektonických služeb Pau Shiu-huna, aby navrhl projekt nový. Pau oslovil čtyři přední hongkongské soukromé architekty. V červenci 1997 propukl skandál, když předseda městské rady Ronald Leung otevřeně nadával Chungové za jednání bez jeho souhlasu. Kam Nai-wai, předseda volebního výboru rady knihoven, také Chungové vytkl, že porušila postupy a odporovala rozhodnutím rady. Dne 8. srpna 1997 se městská rada rozhodla hlasovat mezi projektem Rocco Yima Sen-Kiho a původním návrhem, což vedlo ke stejnému počtu hlasů pro každý projekt – 21, konečné rozhodnutí učinil předseda rady Leung, který hlasoval pro původní návrh ačkoli Yimův design byl architekty posouzen jako mnohem lepší než původní návrh.

## Ploty

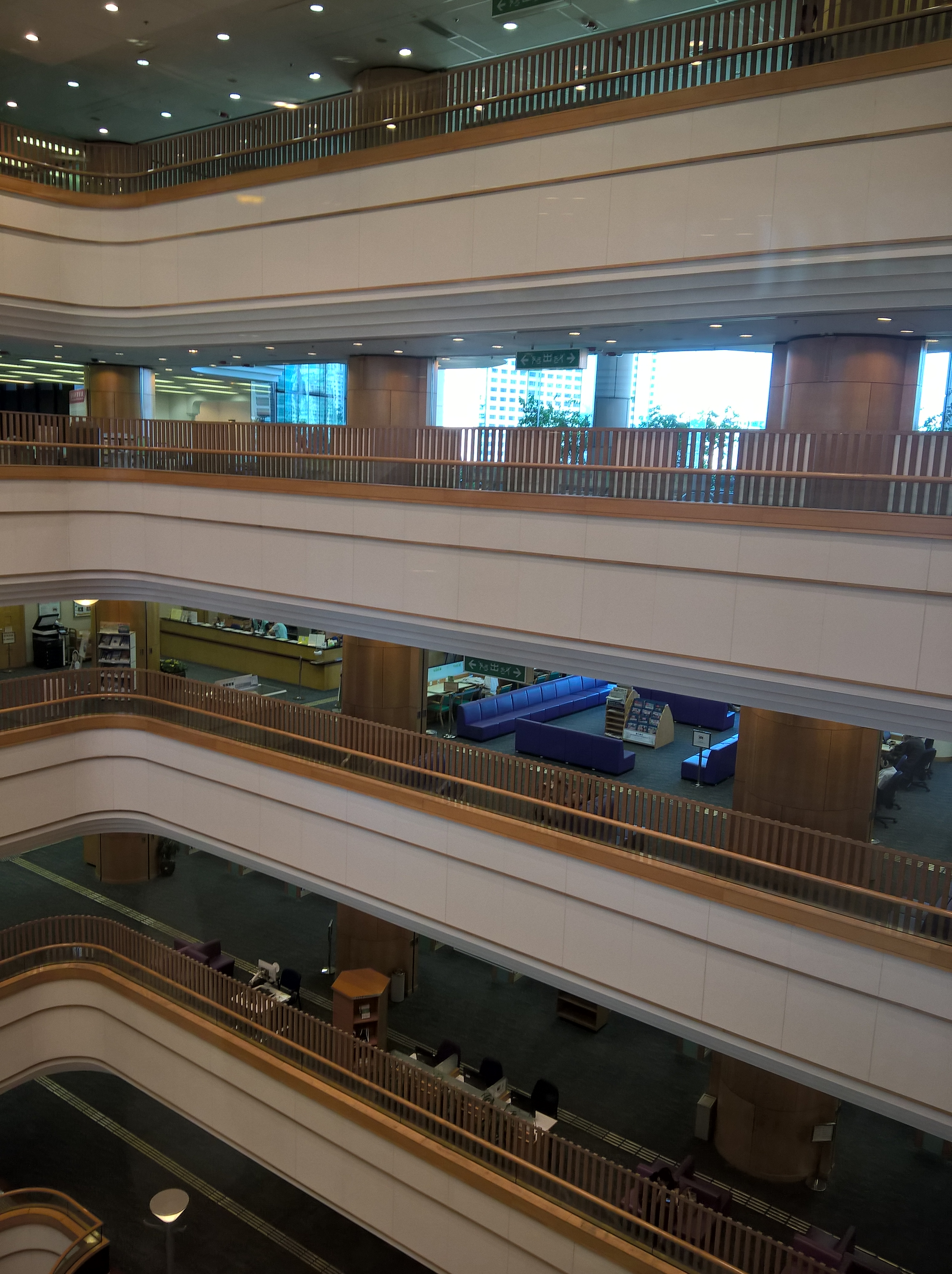
Ploty od třetího do šestého patra

Po třech sebevraždách v knihovně v roce 2015 byly podél některých zábradlí v rozích pátého a šestého patra instalovány vysoké ploty, aby se zabránilo sebevraždám v budoucnu. V roce 2016 však došlo v knihovně k další sebevraždě. Nyní jsou ploty instalovány od třetího do šestého patra.

## Služby
Hongkongská ústřední knihovna poskytuje celou řadu knihovnických služeb, včetně referenčních a informačních služeb, dobíjecích terminálů, informačních kiosků a multimediálního informačního systému.
Několik podlaží hongkongské ústřední knihovny má konferenční místnosti, které si lze pronajmout za paušální poplatek na hodinové nebo půlhodinové bázi.
V knihovně je Café Délifrance v přízemí za knihkupectvím. Existují místa k posezení jak uvnitř, tak i venku.